# Talzintán, Chignautla
Talzintán är en ort i Mexiko.   Den ligger i kommunen Chignautla och delstaten Puebla, i den sydöstra delen av landet, 180 km öster om huvudstaden Mexico City. Talzintán ligger 2 205 meter över havet och antalet invånare är 767.
Terrängen runt Talzintán är bergig, och sluttar norrut. Runt Talzintán är det ganska tätbefolkat, med 179 invånare per kvadratkilometer. Närmaste större samhälle är Teziutlan, 6,2 km öster om Talzintán. I omgivningarna runt Talzintán växer huvudsakligen savannskog.